# Lindsaea klotzschiana
Lindsaea klotzschiana là một loài thực vật có mạch trong họ Dennstaedtiaceae. Loài này được Moritz ex Ettingsh. miêu tả khoa học đầu tiên năm 1865.